# Bouda (Adrar)
Bouda (în arabă بودة) este o comună din provincia Adrar, Algeria.
Populația comunei este de 9.938 de locuitori (2008).